# Leopoldo González-Echenique
Leopoldo González-Echenique y Castellanos de Ubao (Madrid, 21 de setembre de 1969) és un advocat espanyol, que exercí de President de RTVE entre juny de 2012 i setembre de 2014.
És llicenciat en Dret i en Ciències Econòmiques per la Universitat Pontifícia de Comillas i pertany al Cos d'Advocats de l'Estat. Va ser nomenat el 2002 director general per al Desenvolupament de la Societat de la Informació del Ministeri de Ciència i Tecnologia (MCYT) en substitució de Borja Adsuara. En l'actualitat és secretari general del Grup NH.
El 28 de juny del 2012 és nomenat, a proposta del Govern del Partit Popular, president de RTVE i l'endemà va jurar el seu càrrec en un acte realitzat al Congrés dels Diputats. En aquest mateix dia va nomenar com a nou director d'informatius de TVE Julio Somoano, que fins aquell moment dirigia lesl Telenoticias 1 de Telemadrid. Durant el seu mandat va tenir fortes crítiques per part de grups parlamentaris de l'oposició a la seva gestió al capdavant de l'ens públic, i al juliol de 2014, el sindicat CCOO va arribar a presentar una denúncia davant Sala del Social de l'Audiència Nacional contra Echenique, en què l'acusen. «d'actuar amb mala fe en la negociació del II Conveni Col·lectiu i haver vulnerat els articles 28.1 i 37 de la Constitució, que recullen el dret a rebre una informació correcta i adequada», així com «d'haver presentat una falsa informació econòmica de l'empresa, vulnerant així l'Estatut dels Treballadors.»